# Schleuse Strasen
Die Schleuse Strasen ist eine Schleuse an der Müritz-Havel-Wasserstraße (MHW). Sie liegt im Wesenberger Ortsteil Strasen, im Süden des Landkreises Mecklenburgische Seenplatte.

## Allgemeines
Die Schleuse wurde 1845 nach dem Finowmaß erbaut und zuletzt 1956 saniert. Mit einer mittleren Fallhöhe von 1,42 m gleicht sie den Wasserstand zwischen dem Großen Pälitzsee und dem tiefer liegenden Ellbogensee aus. Die Schleusenkammer hat eine nutzbare Länge von 42,40 m, eine nutzbare Breite von 5,13 m und wird mit Stemmtoren geschlossen.
Die Schleuse Strasen wird vom Wasserstraßen- und Schifffahrtsamt Oder-Havel betrieben und kann von der Ausflugs- und Sportschifffahrt von Mitte März bis Ende November zu bestimmten Zeiten genutzt werden.